# Gyttjetjärnen, Västmanland
Gyttjetjärnen är en sjö i Norbergs kommun i Västmanland och ingår i Norrströms huvudavrinningsområde.